# 動漫專門店
《動漫專門店》（日語：フロムエース）是尼野豐所著的日本輕小說作品，插圖由瑠奈璃亞繪畫，富士見書房出版，中文版由台灣東販發行。原形取自Comic虎之穴難波店，登場角色姓名取自近畿圈地名。

## 故事簡介
貴族學校「稻野大學附屬高中」學生庫川武詞被同班同學天賀佐希捉住把柄，並被強迫在她任職的「動漫專門店虎之卷庵波店」打工。當武詞來到動漫店時，發覺店員全是可愛動人卻有著各種怪癖的女孩子，就這樣武詞在痛苦與快樂中開始了打工之旅。

## 登場角色
庫川武詞
動漫專門店虎之卷庵波店的打工店員，稻野大學附屬高中3年級生。
天賀佐希
動漫專門店虎之卷庵波店的店員，負責輕小說區。武詞的同班同學。
鳥居一乃
動漫專門店虎之卷庵波店的店員，負責多媒體類產品，同時也是動畫歌曲的愛好者，講話常用網路語言。
伏山桃見
動漫專門店虎之卷庵波店的店長。外表是一個幼女，涉及她真實年齡的話題屬於禁止事項。
丹波觀月
動漫專門店虎之卷庵波店的店員，負責輔佐店長。
朝霧舞子
動漫專門店虎之卷庵波店的店員，負責女性向商品。眼鏡娘。
河内園花
動漫專門店虎之卷庵波店的兼職店員，高中1年級生。
木津藍那
武詞的鄰居兼青梅竹馬，願意招待武詞每天到她家吃晚餐。

## 出版小說
| 集數 | 日文標題 | 中文標題                                       | 富士見書房     | 富士見書房             | 台灣東販      | 台灣東販               |
| 集數 | 日文標題 | 中文標題                                       | 發售日期       | ISBN                   | 發售日期      | ISBN                   |
| ---- | -------- | ---------------------------------------------- | -------------- | ---------------------- | ------------- | ---------------------- |
| 1    |          | 跟可愛的同班同學一起打工，你有什麼不滿？       | 2012年10月20日 | ISBN 978-4-829138-10-6 | 2015年5月15日 | ISBN 978-986-331-676-3 |
| 2    |          | 跟楚楚可憐的兒時玩伴一起開房間，有什麼問題嗎？ | 2013年2月20日  | ISBN 978-4-829138-55-7 | 2015年9月18日 | ISBN 978-986-331-830-9 |

## 外部連結
- （日語）富士見書房 | 動漫專門店 （页面存档备份，存于）